# Icon (альбом Queen)
«Icon» — це альбом-збірка британського рок-гурту «Queen», що вийшов 11 червня 2013 року на лейблі «Hollywood Records». Альбом вийшов тільки в США і Канаді обмеженим тиражем.

## Трек-лист
| #   | Назва                        | Автор                                                 | Тривалість |
| --- | ---------------------------- | ----------------------------------------------------- | ---------- |
| 1.  | «Stone Cold Crazy»           | Джон Дікон, Браян Мей, Фредді Мерк'юрі, Роджер Тейлор | 2:14       |
| 2.  | «Tie Your Mother Down»       | Мей                                                   | 4:50       |
| 3.  | «Fat Bottomed Girls»         | Мей                                                   | 4:16       |
| 4.  | «Another One Bites the Dust» | Дікон                                                 | 3:34       |
| 5.  | «We Will Rock You»           | Мей                                                   | 2:02       |
| 6.  | «We Are the Champions»       | Мерк'юрі                                              | 3:02       |
| 7.  | «Radio Ga Ga»                | Тейлор                                                | 5:46       |
| 8.  | «Bohemian Rhapsody»          | Мерк'юрі                                              | 5:55       |
| 9.  | «I'm in Love with My Car»    | Тейлор                                                | 3:05       |
| 10. | «I Want It All»              | Queen (Мей)                                           | 4:40       |
| 11. | «The Show Must Go On»        | Queen (Мей)                                           | 4:32       |